# Lidija Benedetič Lapajne
Lidija Benedetič-Lapajne (kasneje Kristančič), slovenska atletinja, * 1. april 1959, Jesenice.
Lidija Benedetič-Lapajne je za Jugoslavijo nastopila v skoku v višino na Poletnih olimpijskih igrah 1980 v Moskvi ter na Poletnih olimpijskih igrah 1984 v Los Angelesu. Postavila je šest državnih rekordov, njen osebni rekord je 192 cm leta 1985.

## sklici
1. ↑  World Athletics database
2. ↑  Sandi Škvarč (18. avgust 2016). »Spomini na olimpijske igre: Lidija Kristančič« (html). MMC RTV Slovenija. Pridobljeno 18. avgusta 2016.